# 19848 Yeungchuchiu
19848 Yeungchuchiu (2000 TR) là một tiểu hành tinh vành đai chính được phát hiện ngày 2 tháng 10 năm 2000 bởi W. K. Yeung ở Desert Beaver Observatory.